# Cool Vibes
"Cool Vibes" é o sexto single da banda estoniana de hard rock Vanilla Ninja, e o segundo single do álbum Blue Tattoo.

## Faixas
1. "Cool Vibes" (Radio edit)
2. "Cool Vibes" (Classical version)
3. "Cool Vibes" (Extended version)
4. "Cool Vibes" (Eurovision version)

## Desempenho nas paradas musicais
| Paradas musicais        | Melhor Posição |
| ----------------------- | -------------- |
| Austria Singles Top 75  | 58             |
| Germany Singles Top 100 | 42             |
| Swiss Singles Top 100   | 17             |